# Time Is Running Out
Singles de Muse
Stockholm Syndrome
(2003) Hysteria
(2003)
Pistes de Absolution
Apocalypse Please
(2) Sing for Absolution
(4)
Time Is Running Out est le 12e single du groupe britannique de rock Muse et second extrait de l'album Absolution. Titre-phare du groupe, il sera classé 33e meilleure chanson britannique de tous les temps par XFM en 2010.
Ce sera le premier extrait de l'album à paraître sous un format "physique", Stockholm Syndrome (paru en juillet 2003) ayant été tout d'abord mis en vente via des plates-formes de téléchargement. Le morceau rencontrera un succès fulgurant, culminant à la 8e place dans les charts britanniques.

## Composition

### Structure musicale
Le morceau est en tonalité de la mineur sur une cadence en 
 (4 noires par mesure). Les enchaînements d'accords sont :
- « Lam - Si - Mi - Fa » répété 2 fois pour chacun des deux couplets,
- « Fa - Sol - Lam - Sol » puis « Fa - Sol - Lam - Do » en PM à chaque pré-refrain et
- « Fa - Sol - Lam - Do » répété 2 fois à chaque refrain. Cet enchaînement est suivi de « Dm - Am » au 2ème et 3ème refrain.

### Inspiration
Le thème de l'emprise féminine sur un son groovy est inspiré de Billie Jean de Michael Jackson. 
Le titre sera une des dernières pistes enregistrées pour l'album,.

## Liste des titres
| 1. | Time Is Running Out | 3:56 |
| 2. | The Groove          | 2:40 |

| 1. | Time Is Running Out        | 3:56 |
| 2. | The Groove                 | 2:40 |
| 3. | Stockholm Syndrome (vidéo) | 4:58 |

| 1. | Time Is Running Out                     | 3:56 |
| 2. | The Groove                              | 2:40 |
| 3. | Time Is Running Out (vidéo)             | 4:58 |
| 4. | Time Is Running Out (Making Of du clip) |      |

| 1. | Time Is Running Out                     | 3:56 |
| 2. | Time Is Running Out (vidéo)             | 4:58 |
| 3. | Time Is Running Out (Making Of du clip) |      |

## Sortie détaillée
| Pays        | Date       | Label              | Format | Catalogue                  |
| ----------- | ---------- | ------------------ | ------ | -------------------------- |
| Royaume-Uni | 08/09/2003 | East West Records  | 7"     | EW272 / 5050466854872      |
| Royaume-Uni | 08/09/2003 | East West Records  | CD     | EW272CD / 5050466854926    |
| Royaume-Uni | 08/09/2003 | East West Records  | DVD    | EW272DVD / 5050466855053   |
| Australie   |            | Taste Media        | CD     | 5050466896926              |
| France      |            | Taste Media, Naive | CD     | NV50121 / 3298490501214    |
| Japon       |            | Taste Media        | CD     | CTCM-65044 / 4945817650443 |

## Clip[6]
Dirigée par John Hillcoat, la vidéo se base sur l'idée d'une réunion de hauts-dirigeants censés décider du destin de l'Homme, alors qu'il ne font que perdre leur temps autour d'une table circulaire, sur laquelle les membres de Muse interprètent le morceau.
Également, il fut proposé de réaliser une chorégraphie, qu'exécuteraient les figurants déguisés en militaires sur le rythme de la chanson (« Quelque chose comme le Around the World des Daft Punk, une danse synchronisée tout autour de nous, mais dans le style de "Dr. Strangelove », indique Matthew Bellamy, la 'voix' du groupe). De ce fait, le tempo original, jugé trop lent pour une prestation correcte, fut doublé. 
« [Ce clip] fut l'un des plus amusants à tourner, confie Matt, car nous ne nous sentions pas au centre de la chose cette fois-là. Alors que nous jouions, une troupe de près de 20 personnes exécutait cette impressionnante danse synchronisée tout autour de nous, ce qui créait ce sentiment d'en faire partie tout en en étant opposé, par notre position au centre. Les voir réaliser cette performance était, au même titre, très prenant ».

## Classements hebdomadaires
| Classement (2003-2004)         | Meilleure position |
| ------------------------------ | ------------------ |
| Allemagne (GfK Entertainment)  | 90                 |
| États-Unis (Alternative Songs) | 9                  |
| France (SNEP)                  | 58                 |
| Italie (FIMI)                  | 14                 |
| Pays-Bas (Single Top 100)      | 50                 |
| Royaume-Uni (UK Singles Chart) | 8                  |
| Royaume-Uni (UK Rock Chart)    | 1                  |
| Suisse (Schweizer Hitparade)   | 38                 |

## Certifications
| Pays              | Certification | Unités certifiées |
| ----------------- | ------------- | ----------------- |
| États-Unis (RIAA) | Or            | 500 000           |
| Italie (FIMI)     | Platine       | 50 000            |
| Royaume-Uni (BPI) | Or            | 400 000           |

## Utilisation et reprises
Nuno Resende a repris cette chanson dans l'émission The Voice en Mars 2013"
"Dana" de la nouvelle star, a repris ce titre lors des lives de la nouvelle star
L'ariste coréen Demian a repris ce titre pendant le show "Valorant Competitive Team"